# 리노이에 노리히로
리노이에 노리히로(일본어: 李家 規宥, 1637년~1714년 12월 25일)는 일본 에도 시대의 의사로, 모리씨의 가신으로 활동했다.

## 참고 자료
- 『萩藩閥閲録』巻141「李家宗億」